# Kuipergürtel

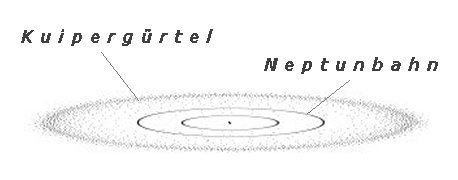
Kuipergürtel (nichtmaßstäbliches Schema)

Der Kuipergürtel [ˈkœypərɡʏʁtl̩] (englisch Kuiper belt)  ist eine nach Gerard Peter Kuiper benannte ringförmige, relativ flache Region, die sich im Sonnensystem außerhalb der Neptunbahn in einer Entfernung von ungefähr 30 bis 50 Astronomischen Einheiten (AE) nahe der Ekliptik erstreckt und schätzungsweise mehr als 70.000 Objekte mit mehr als 100 km Durchmesser sowie viele kleinere Objekte enthält. Die Objekte in diesem Bereich werden als Kuipergürtelobjekte (abgekürzt KBO, von engl. Kuiper Belt Objects, manchmal auch EKO von engl. Edgeworth-Kuiper Belt) bezeichnet und gehören zu den transneptunischen Objekten (TNO). Man vermutet, dass ein Großteil der Kometen mit mittleren Perioden aus dem Kuipergürtel stammt. Seine Gesamtmasse wird auf ungefähr 1/10 der Erdmasse geschätzt.

## Namensherkunft
Der Name Kuipergürtel wurde durch Scott Tremaine geprägt. Tremaine überprüfte und bestätigte 1988 mit einer Computersimulation eine Theorie von Julio Ángel Fernández aus dessen Veröffentlichung On the existence of a comet belt beyond Neptune aus dem Jahr 1980 und benannte die noch hypothetische Region Kuiper belt in Anlehnung an Fernández’ Veröffentlichung, die sich in der Einleitung auf einen vermuteten comet belt und entsprechende Theorien von Gerard Kuiper aus den Jahren 1951 und 1974 bezog.
Die Bezeichnung ist zum Teil umstritten, da Kuipers Theorie weder die erste dieser Art war noch als aktuell gilt. Daher ist manchmal auch vom Edgeworth Belt (nach dem irischen Astronomen Kenneth Edgeworth) oder Edgeworth-Kuiper Belt die Rede, da sowohl Edgeworth (1943 in Irland) als auch Kuiper (1951 in den USA) unabhängig voneinander die These aufgestellt hatten, dass sich hinter der Neptunbahn ein Bereich befinde, in dem sich aus planetarischem Material (Staub) Kometen bildeten. Manche bevorzugen die Bezeichnungen transneptunischer Gürtel oder transneptunische Objekte.

## Klassifizierung

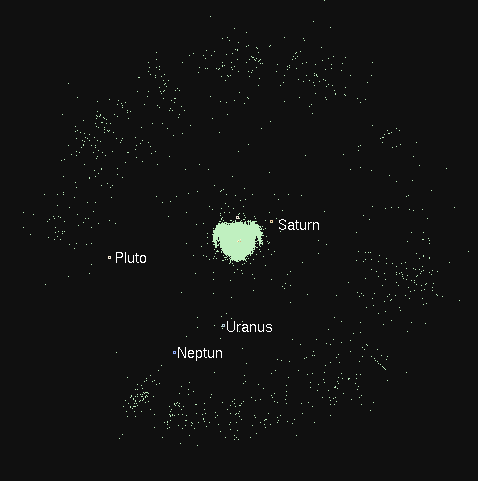
Verteilung der bisher bekannten Objekte im Kuipergürtel. Die strahlenförmige Verteilung ist durch die bisherigen, punktuellen Suchprogramme verursacht.

Die bis jetzt (2015) circa 2000 bekannten Objekte dieser Region lassen sich aufgrund ihrer Bahnelemente in mehrere unterschiedliche Gruppen unterteilen:
- Klassische KBOs (Classical Kuiper Belt Objects, CKBOs, oder Cubewanos) bewegen sich mit kleinen Exzentrizitäten auf nahezu kreisförmigen Bahnen zwischen 41 und 50 AE mit Bahnneigungen von bis zu 30°. Die Bezeichnung Cubewano leitet sich von der provisorischen Bezeichnung (1992 QB1, sprich Q B One) des Asteroiden (15760) Albion ab, der als erstes dieser Objekte entdeckt wurde. Etwa zwei Drittel der bekannten KBOs bewegen sich auf einer solchen kreisähnlichen Bahn um die Sonne.

Der klassische Kuipergürtel scheint dabei aus zwei getrennten Populationen zusammengesetzt zu sein. Die erste, die „dynamisch kalte“ Population, hat Umlaufbahnen, die denen der Planeten sehr ähnlich sind: nahezu kreisförmig, mit einer Bahnexzentrizität von weniger als 0,1 und relativ geringen Neigungen bis zu etwa 10° (sie liegen eher nah an der Ebene des Sonnensystems als in einem Winkel). Die kalte Population enthält auch eine Konzentration von Objekten, den sogenannten Kernel, mit großen Halbachsen bei 44–44,5 AE.  Die zweite, die „dynamisch heiße“ Population hat Umlaufbahnen, die viel stärker zur Ekliptik geneigt sind, mit bis zu 30°. Die beiden Populationen wurden nicht wegen eines großen Temperaturunterschieds so benannt, sondern in Analogie zu Teilchen in einem Gas, die ihre Relativgeschwindigkeit erhöhen, wenn sie erhitzt werden. Die beiden Populationen befinden sich nicht nur in unterschiedlichen Umlaufbahnen, die kalte Population hat auch eine andere Färbung und Albedo: Sie ist röter und heller, hat einen größeren Anteil an Doppelobjekten, hat eine andere Größenverteilung und es fehlen sehr große Objekte. Die Masse der dynamisch kalten Population ist etwa 30-mal geringer als die der heißen.  Der Farbunterschied könnte auf die unterschiedliche Zusammensetzung zurückzuführen sein, was darauf schließen lässt, dass sie sich in unterschiedlichen Regionen gebildet haben. Die heiße Population soll sich in der Nähe von Neptuns ursprünglicher Umlaufbahn gebildet und sich während der Migration der Riesenplaneten verstreut haben.  Die kalte Population hingegen soll sich mehr oder weniger an ihrer jetzigen Position gebildet haben, da die losen Doppelobjekte Begegnungen mit Neptun wahrscheinlich nicht überlebt hätten.  Obwohl das Nizza-Modell in der Lage zu sein scheint, einen Unterschied in der Zusammensetzung zumindest teilweise zu erklären, wurde auch vermutet, dass der Farbunterschied Unterschiede in der Entwicklung der Oberfläche widerspiegeln könnte.
- Resonante KBOs (Resonant Kuiper Belt Object, RKBOs) sind Objekte, die sich auf resonanten Bahnen zu Neptun bewegen und dadurch in ihrer Bahn stabilisiert werden (z. B. Plutinos mit einer 3:2-Resonanz bei ungefähr 40 AE oder Twotinos mit einer 2:1-Resonanz bei etwa 48 AE). Etwa ein Drittel der heute bekannten KBOs sind resonante KBOs.
- Gestreute KBOs (Scattered Kuiper Belt Objects, SKBO, oder Scattered disk objects, SDO) bewegen sich mit großen Exzentrizitäten auf Bahnen mit Periheldistanzen nahe 35 AE und Apheldistanzen bis über 2000 AE. Bis jetzt sind erst wenige dieser gestreuten KBOs bekannt, z. B. (15874) 1996 TL66 mit einer stark elliptischen Bahn und einer Bahnneigung von 24°. Je nach Autor wird die Scattered Disk auch als separate Population betrachtet und nicht als Teil des Kuipergürtels. Die meisten Modelle der Entstehung des Sonnensystems zeigen, dass sich sowohl KBOs als auch SDOs zuerst in einem primordialen Gürtel bildeten. Spätere gravitationelle Wechselwirkungen, insbesondere mit Neptun, verstreuten die Objekte nach außen, einige in stabile Umlaufbahnen (die KBOs) und andere in instabile Umlaufbahnen, die gestreuten KBOs.[8]  Aufgrund ihrer instabilen Natur wird vermutet, dass diese der Ursprungsort vieler kurz- und mittelperiodischer Kometen des Sonnensystems ist. Ihre dynamischen Umlaufbahnen drängen sie gelegentlich in das innere Sonnensystem, wo sie zunächst zu Zentauren und dann zu Kometen werden.[8]

Teilregionen des Kuipergürtels (Entfernungen in AE)
Die Balken entsprechen dem Spielraum der Großen Halbachsen der Objekte der jeweiligen Zonen. Die Gebiete der Objekte, die in Bahnresonanz zu Neptun stehen, sind rot dargestellt. Die Neptunbahn und die Neptun-Trojaner sind nur als Referenz dargestellt und gehören nicht zum Kuipergürtel. Ob die Jupiter-Familie-Kometen, die Zentauren, die Neptun-Trojaner, die Inner-Oort-Cloud-Objekte und die Sednoiden dem Kuipergürtel zuzurechnen sind, wird in der Literatur unterschiedlich gehandhabt.

### Kuiper-Klippe
Die 1:2-Resonanz bei 47,8 AE stellt eine Grenze dar, hinter der nur wenige Objekte bekannt sind. Es ist nicht klar, ob es sich tatsächlich um die äußere Grenze des klassischen Gürtels handelt oder nur um den Anfang einer breiten Lücke. Objekte wurden bei der 2:5-Resonanz bei etwa 55 AE entdeckt, weit außerhalb des klassischen Gürtels; Vorhersagen einer großen Anzahl von Körpern in klassischen Umlaufbahnen zwischen diesen Resonanzen wurden durch Beobachtung bisher nicht bestätigt. Frühere Modelle des Kuipergürtels hatten auf Grundlage von Schätzungen der ursprünglichen Masse, die für die Bildung von Uranus und Neptun sowie von so großen Körpern wie Pluto erforderlich war, angenommen, dass sich die Zahl großer Objekte jenseits von 50 AE um den Faktor zwei erhöhen würde.  Ein plötzlicher drastischer Rückgang, die sogenannte Kuiper-Klippe, war also unerwartet und seine Ursache ist bisher unbekannt. Bernstein, Trilling et al. (2003) fanden Hinweise darauf, dass der schnelle Rückgang von Objekten mit einem Radius von 100 km oder mehr jenseits von 50 AE real ist und nicht auf systemische Beobachtungsfehler (observation bias) zurückzuführen ist. Mögliche Erklärungen sind, dass das Material in dieser Entfernung zu knapp oder zu verstreut war, um sich zu großen Objekten zusammenzuballen, oder dass nachfolgende Prozesse die Objekte, die dies taten, entfernt oder zerstört haben.
Seit 1978 ist bekannt, dass Pluto mit Charon einen sehr großen Begleiter hat, man spricht deshalb auch vom Pluto-Charon-System. Zwischen 1997 und 2001 wurden unter den bis dahin bekannten etwa 500 KBOs weitere acht Zweifachsysteme gefunden, die sich auf alle drei KBO-Gruppen verteilen.

## Entstehung

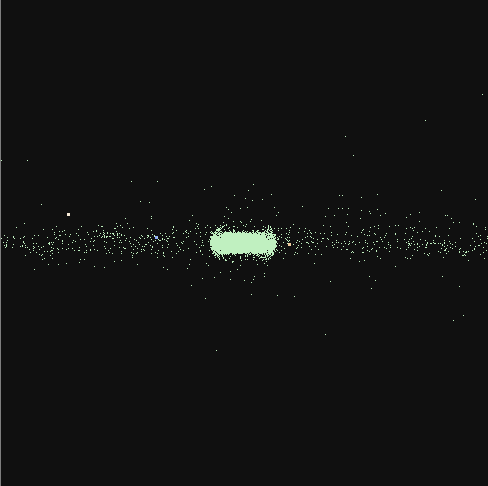
Verteilung der bisher bekannten Objekte im Kuipergürtel senkrecht zur Ekliptik

Die KBOs sind während der Planetenbildung vermutlich nahe der Region entstanden, in der sie beobachtet werden. Während sich im dichteren inneren Bereich sehr schnell viele Planetesimale bildeten und bald zu Planeten heranwuchsen, vollzog sich dieser Vorgang in den dünneren äußeren Bereichen viel langsamer. Die Überbleibsel bilden die beobachtbaren KBOs.
Die CKBOs bewegen sich nahezu kreisförmig, wie es für in diesem Bereich entstandene Objekte zu erwarten ist. Die teilweise recht großen Bahnneigungen erfordern jedoch einen Mechanismus, der sie aus der Ekliptik ablenkt. Dieser Mechanismus ist noch nicht verstanden.
- Eine Möglichkeit besteht darin, dass Neptun in den frühen Phasen der Planetenentwicklung massive Planetesimale (größer als die Erde) in den Kuipergürtel gestreut hat. Diese massiven Objekte könnten die großen Bahnneigungen erklären, aber sie hätten auch die resonanten KBOs stärker abgelenkt, als es den Beobachtungen entspricht.
- Ein nahe vorbeiziehender Stern verursachte die Auslenkung aus der Ekliptik. Dieser Prozess würde die resonanten KBOs verschonen und auch den äußeren Rand des Kuipergürtels bei 50 AE erklären, aber der Stern hätte sich der Sonne auf einige hundert AE nähern müssen.

Die SKBOs wurden vermutlich während der Entstehung des Planetensystems von den großen Planeten nach außen gestreut. Ein Teil wurde von Neptun auf Bahnen nahe 35 AE Periheldistanz eingefangen, der Rest wurde weiter hinaus gestreut und hat wohl teilweise das Sonnensystem verlassen.
Die Bildungsprozesse der Zweifachsysteme sind bisher reine Spekulation. Das Hauptproblem der meisten Vorschläge ist dabei die große Anzahl dieser Systeme aus großen KBOs.

## Große Kuiper Belt Objects (KBOs)

Schematische Darstellung der Verteilung der Objekte des Kuipergürtels; die Entfernung in astronomischen Einheiten (waagerechte Achse) ist gegen die Bahnneigung (senkrechte Achse) abgetragen (rot: resonante KBOs, blau: CKBOs, grau: SKBOs).

Mit Stand 2016 waren acht KBOs bekannt, deren Durchmesser (bei Unsicherheiten von 10–15 %) um 1000 km oder mehr liegt:
- CKBOs: (136472) Makemake (1500 × 1430 km), (136108) Haumea (1920 × 1540 × 990 km), (50000) Quaoar (1100 km), (20000) Varuna (668 km)
- RKBOs: (136108) Haumea (1920 × 1540 × 990 km)
  - Plutinos: (134340) Pluto (2374 km), Charon (1208 km), (90482) Orcus (917 km), (28978) Ixion (617 km)
- SKBOs: (136199) Eris (2326 km), (225088) Gonggong (1535 km), (55565) Aya (768 km)

## Entdeckungsgeschichte
- 1930 wird mit Pluto das erste Objekt der später als Kuipergürtel bekannten Region des Sonnensystems entdeckt, jedoch noch nicht als solches erkannt, sondern als Planet eingestuft; Pluto (und Eris) wurde 2006 von der Internationalen Astronomischen Union offiziell als Zwergplaneten deklariert.
- 1943 stellt Kenneth Edgeworth die Theorie über eine Ansammlung kosmischer Objekte jenseits der bekannten Planetenbahnen auf.
- 1951 veröffentlicht Gerard Kuiper eine Theorie über Objekte jenseits des Pluto.
- 1977 wird der Zentaur (2060) Chiron entdeckt. Nach heutigen Erkenntnissen stammt er aus dem Kuipergürtel.
- 1978 wird der Plutomond Charon entdeckt.
- 1992 wird im Januar der zweite Zentaur (5145) Pholus entdeckt.
- 1992 wird mit (15760) Albion, bis zur Benennung im Januar 2018 unter dem Namen 1992 QB1 bekannt, das erste Objekt jenseits der Plutobahn entdeckt.
- 1993 werden die ersten Plutinos (nach Pluto) entdeckt, die auch eine Diskussion über den Planetenstatus des Pluto auslösen.
- 1996 wird mit (15874) 1996 TL66 das erste gestreute KBO entdeckt.
- 1998 wird der Zentaur (52872) Okyrhoe entdeckt, der von einigen Autoren zum Jupiter-Familie-Kometen reklassifiziert wird.[12]
- 1998 wird mit 1998 WW31 das zweite Zweifachsystem (nach Pluto) entdeckt.
- 2001 wird mit (20000) Varuna das zweite TNO (nach Pluto/Charon) mit einer Größe von (damals geschätzten) etwa 1000 km entdeckt.
- 2002 wird (50000) Quaoar entdeckt.
- 2003 wird mit (90377) Sedna ein TNO entdeckt, das bisher in kein Schema passt. Es scheint nicht mehr zum Kuipergürtel zu gehören, aber auch noch nicht zur Oortschen Wolke.
- 2005 wird mit (136199) Eris ein TNO entdeckt, dessen Größe die von Pluto nach ersten Schätzungen übersteigt. Nach neueren Wissen ist Eris aber ein wenig kleiner.
- 2008 werden (136472) Makemake und (136108) Haumea von der Internationalen Astronomischen Union offiziell als Zwergplaneten deklariert.
- 2015 erreicht New Horizons das Pluto-System und 2019 das Objekt (486958) Arrokoth (damals inoffiziell: Ultima Thule). Damit werden erstmals Kuipergürtelobjekte durch eine Raumsonde erforscht.

## Extrasolare Gürtel

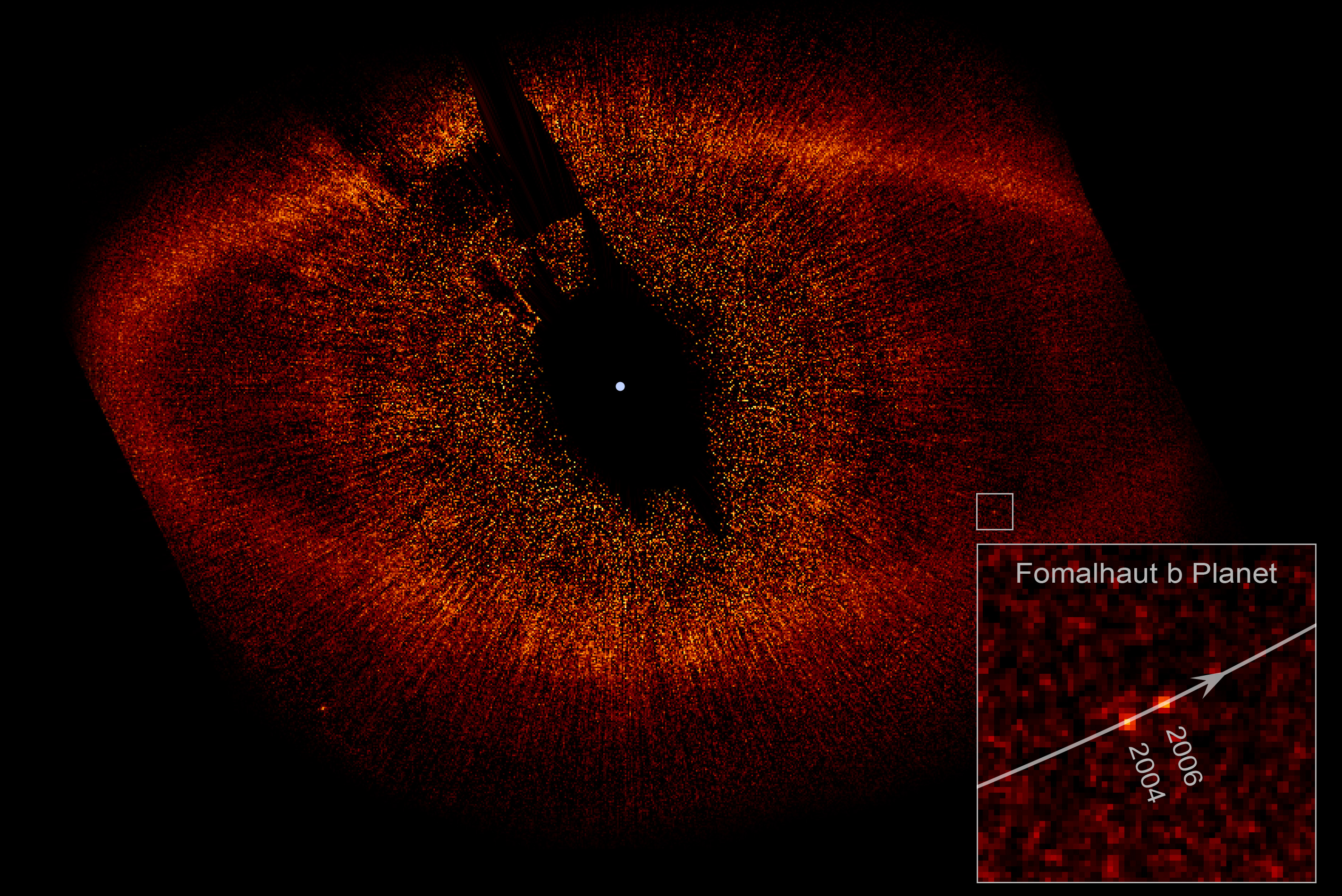
Kuipergürtelähnliche Staubwolke um Fomalhaut

Kuipergürtelähnliche Strukturen scheinen sich auch in anderen Sternensystemen gebildet zu haben. Ein Beispiel ist Fomalhaut, wo ein massereicher Begleiter gefunden wurde, dessen Umlaufbahn innerhalb des Staubgürtels verläuft.
Vergleichbare Planeten sind in unserem Sonnensystem nicht zu erwarten; ihre Existenz würde sich durch eine Verschiebung des Gesamtschwerpunkts relativ zur Sonne bemerkbar machen.

## Zooniverse-ProjektIceHunters
Im Rahmen des Citizen-Science-Projekts IceHunters suchten Freiwillige nach Objekten im Kuiper-Gürtel im Vorfeld des Vorbeiflugs der Raumsonde New Horizons an Pluto im Jahr 2015, um ein Nachfolgeziel zu finden. Hierzu werteten sie Bilder aus, die aus der Subtraktion von in zeitlichen Abständen aufgenommenen astronomischen Aufnahmen gewonnen wurden. Astronomische Kenntnisse waren für diese Tätigkeit nicht notwendig.  Das tatsächlich gewählte Vorbeiflug-Objekt war Arrokoth, ein Asteroid der CBKO-Klasse, der im Januar 2019 von News Horizons besucht wurde, war 2014 mit dem Hubble-Weltraumteleskop entdeckt worden.